# Ann Wolff
Ann Wolff (* 1937 in Lübeck) ist eine schwedische Künstlerin.

## Leben

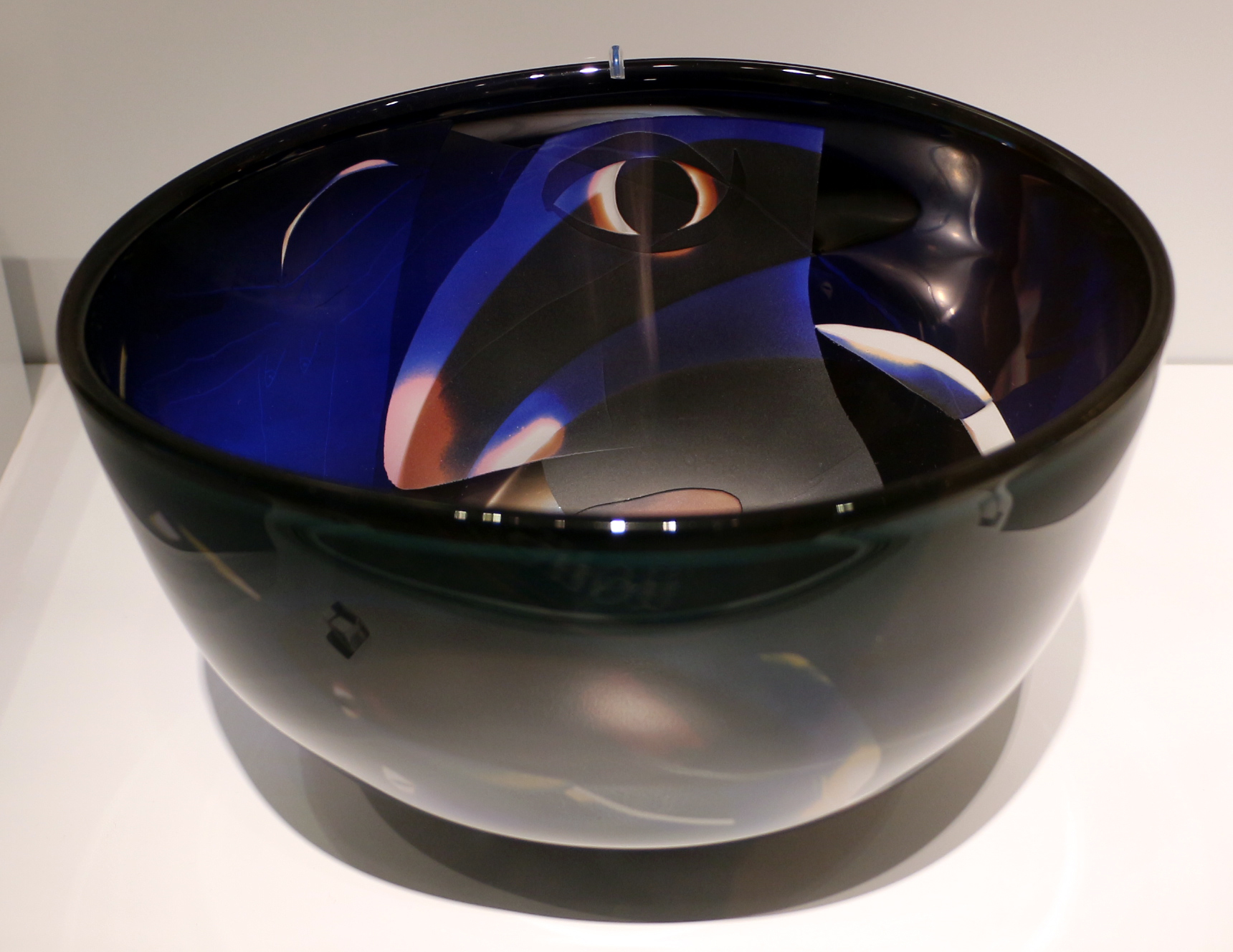
Bojou Bowl, 1977

Die schwedische Künstlerin Ann Wolff wurde 1937 in Lübeck geboren. Nach der Ausbildung an der Hochschule für Gestaltung in Ulm übersiedelt sie nach Schweden; sie arbeitet als Designerin vor allem für Kosta Boda in Schweden. Ab Ende der 1970er Jahre macht sie sich mit einem eigenen Studio selbstständig: sie wird eine der wichtigen Namen der europäischen Studioglas-Bewegung, die in den USA ihren Ausgang nimmt. Sie ändert ihren Namen von Ann Wärff in Ann Wolff. In den nächsten 20 Jahren ist sie mit Workshops in Europa, den USA und Japan tätig; zwischen 1993 und 1998 zudem mit einer festen Professur an der Hochschule für Bildende Künste Hamburg. Ann Wolff arbeitet heute als freie Künstlerin mit eigenen Studios in Schweden und Berlin. 2008  gründet sie die Ann Wolff Collection (AWC), eine Stiftung Bürgerlichen Rechts mit Sitz in Berlin.
Am 12. Dezember 2011 erhält die Künstlerin den Europäischen Kulturpreis der Stiftung „Pro Europa“ als Auszeichnung für ihre außerordentlichen künstlerischen Leistungen. Die Auszeichnung gilt als einer der wichtigen Europäischen Kulturpreise, die an hochrangige Persönlichkeiten für ihr nachhaltiges Engagement um die Kultur Europas verliehen werden.
„Glas ist Materie und zugleich Nicht-Materie, sie ist real und nicht-real. Das Verhältnis zum umgebenden Raum und zum Binnenraum, die Spiegelung der z. T. polierten Flächen, die neue Durchsichten ermöglichen, die Wirkung des Lichtes selbst in der Durchsicht durch die Skulptur - Farbigkeit als Träger einer nicht sichtbaren Masse – das ist Glas. Das ist für eine Bildhauerin aufregend und spannend“. (Ann Wolff, 2011)

## Ausstellungen
- GalerieB 17. Oktober 2011–29. Februar 2012[1]
- Galerie Seitz & Partner, Berlin,  9. März–14. April 2012[2]

## Auszeichnungen
- 1968 Lunningspriset/S
- 1974 WCC Award, Toronto/CN
- 1977 1. Preis, Coburger Glaspreis, Coburg/D
- 1980 1. Preis, Zentralschweizer Glaspreis Kunst, Luzern/CH
- 1981 Sonderpreis Internationale Glaskunst Kassel/D
- 1982 Lessebo Kommuns Kulturpris/S
- 1984 WCC Glaspreis, Bratislava/CSSR
- 1988 Bayrischer Staatspreis mit Goldmedaille, München/D
- 1997 Rakow Commission, The Corning Museum of Glass, Corning NY/USA
- 2005 Jurors Award, Toledo Museum of Art, Toledo OH/USA
- 2006 Jurors Award, Muskegon Museum of Art, Muskegon MI/USA
- 2007 Jurors Award, The Corning Museum of Glass, Corning NY/USA
- 2008 Award of Excellence, Smithsonian Renwick Collections, Washington/DC/USA
- 2009 the Flint Institute of Art Award, Flint, Michigan/USA
- 2010 Award of Excellency, Tacoma Museum of Glass, Tacoma  WA/USA
- 2011 Lifetime Achievement Award, GAS Glass Art Society, Seattle WA/USA